# Novodinia pandina
Novodinia pandina är en sjöstjärneart som först beskrevs av Percy Sladen 1889.  Novodinia pandina ingår i släktet Novodinia och familjen Brisingidae. Inga underarter finns listade i Catalogue of Life.